# Dvopičje
Dvópíčje ( : ) je v jezikoslovju enodelno ločilo, s katerim označujemo naštevanje, razlaganje ali dobesedno navajanje. Sestavljata ga dve enako veliki piki, usredinjeni vzdolž iste navpične črte, ter zapisani na sredini črk.

## Jezikovna raba
Kakor druga ločila se raba dvopičja v različnih jezikih razlikuje, kot se je razikovala tudi v posameznem jeziku skozi njegov razvoj. Dvopičje obvešča bralca da, kar v besedilu sledi, dokazuje in pojasnjuje, ali preprosto le našteva elemente, na katere se besedilo sklicuje pred tem. Razvrstitev funkcij dvopičja je podal Luca Serianni za italijanski jezik, vendar v splošnem velja tudi za slovenščino in druge jezike.

### Skladenjska raba
- sintaktično-deduktivna: uvedba logične posledice ali učinek dejstva, navedenega pred tem

- Bila je samo ena možna razlaga: vlak ni nikoli prišel.
- Samo eno je potrebno: delo.
- Tyron je dvignil dlan, pomenila je: bodi pri miru.
- Vsi so isti: lopovi in sleparji.

- sintaktično-deskriptivna: uvedba opisa, in še posebej, eksplicitna navedba elementov množice

- Imam tri sestre: Katarino, Saro in Marijo.
- Te pa so, ki jih ne smete jesti: orel, brkati ser, jastreb, kanja, sokol, lunj po njegovih vrstah, krokar po njegovih vrstah, noj, postovka, galeb, kragulj po njegovih vrstah, čuk, čebélar, sova, kavka, mrhar, kormoran, štorklja, deževnik po njegovih vrstah, smrdokavra in netopir. [5 Mz 14,12]

- pristavčna: uvedba povedi s pravilom pristavka (apozicije) glede na predhodno

- segmentna: uvedba dobesednega navedka v premem govoru po napovedanem spremnem stavku v kombinaciji z narekovaji in pomišljaji. Segmentna funcija je bila nekdaj splošni način za naznačevanje nenaznačenega navedka v isti vrstici

- Benjamin Franklin je razglasil vrlino zmernosti: shranjen peni je zaslužen peni.
- Zelo znan je izrek, ki ga pripisujejo Descartesu: »Mislim, torej sem.«
- Sredi te megle se mi je stokrat vsiljevala čudna, a neodpodljiva sanjarija: »Kaj pa, ko se ta megla razkadi in se vzdigne, ali ne bo izginilo z njo vred tudi vse to gnilo, spolzko mesto, ali se ne bo vzdignilo z meglo vred in se razgubilo kakor dim, ostalo pa bo nekdanje finsko močvirje, sredi njega pa zaradi lepšega nemara še bronasti jezdec na razgreto sopečem, vzpetem konju?«

Običajno se dvopičje rabi za uvedbo govora v dvogovoru (na primer v scenariju):
- Pacient: Doktor, počutim se kot par zaves.
Zdravnik: Zberite se!

Dvopičje se lahko rabi v naslednjih primerih:
- uvedba definicije

- A: prva črka latinice.
- Hipernim besede (nadpomenka): beseda, ki ima širši pomen kot dana beseda; vozilo je na primer nadpomenka od avtomobil.
- Sveto pismo ali Biblija (iz starogrške besede starogrško βιβλια: biblia, kar pomeni knjige) ...

- ločitev poglavja in označitev števila stiha v mnogih navedbah religijskih besedil ali epskih pesmi. Uporabljalo se je tudi za števila poglavij v rimskih številkah

- Janez 3:14–16 (ali Janez III:14–16)
- Koran, Sura 5:18

V slovenščini se v novejšem času v ta namen in funkciji namesto dvopičja uporablja tudi vejica (Jn 3,14–16)
- 2 Kron 17,9
- 1 Jan 5, 45-46, oziroma novejše 1 Jn 5, 45-46

- ločitev pri navajanju časa v dnevu (glej tudi ISO 8601). Ta način ni splošno razširjen in se največ rabi v ameriški programski opremi

- Koncert se je končal ob 23:45. (ali tudi 23.45)
- Ta datoteka je bila zadnjič urejana danes ob 11:15:05.

- ločitev naslova in odgovarjajočega podnaslova

- Vojna zvezd Epizoda IV: Novo upanje (Star Wars Episode IV: A New Hope)

- ločitev stavkov v periodičnih povedih

- Ko izgublja jeseni priroda svojo lepoto, mineva cvetica za cvetico in pada list za listom: tedaj se začno zbirati po ledinah in zvonikih ptičja krdela.

V slovenščini je za dvopičjem lahko velika ali mala črka, kar je odvisno od rabe: če sledi govor, se rabi velika črka; kjer sledijo akronimi ali lastna imena se rabi velika črka, drugače dvopičju sledi mala črka. 
- Taylor: Ali veš da imam rdeče lase, Chloe. Kolikokrat še?
- Pretirano je ponosen na članek, ki ga je izdelal: FRESH, UNESCO izhaja iz njegovega truda da bi razločeval Fresh.
- Julian Duguid, avtor Zelenega pekla (Green Hell, 1931), začenja svojo knjigo drzno: »Ko človek dopusti Išmaelovo gorečnost ... «
- Ta teorija ni tako visokoleteča kot se zdi: De Picciotto le opozarja na to da je za tenisača v pomembnem dvoboju veliko lažje izključiti zavest mučnega stanja skrivljene sove kot pa se upirati zmedam osebnih problemov. [Peter Bodo, »The Human Side of Steffi Graf«, Tennis, september 1990, stran 46.]
- Motiti se je človeško: odpuščati, božansko.
- Naj takoj povem: V življenje slehernega so domisleki in sanjarije, ki so, bi dejal, tolikanj ekscentrični, da jih je mogoče takoj na prvi pogled nezmotljivo uvrstiti med nore.

### Diakritična raba
Posebna trikotna oblika dvopičja se rabi v mednarodni fonetični abecedi za naznačitev predhodnega dolgega glasu. Takšno obliko sestavljata dva trikotnika, vsak malo večji od pik v običajnem dvopičju, ki kažeta druga proti drugemu. V Unicode je njegov znak U+02D0 (ː). Navadno dvopičje se velikokrat rabi kadar ta oblika znaka ni na voljo in v praktičnih pravopisih nekaterih jezikov (še posebej v Mehiki), kjer se samoglasniki fonemsko razlikujejo glede na dolžino.
- Angleška beseda car se izgovarja kot [k aː].

### Ločevanje sredi besede
V finščini in švedščini se lahko dvopičje pojavi znotraj besed, podobno kot opuščaj, med besedo (ali kratico, še posebej v akronimu in njegovih (večinoma rodilniških) priponah. V švedščini se pojavlja tudi v imenih, na primer Antonia Ax:son Johnson (Ax:son za Axelson). V finščini se rabi v sposojenkah in kraticah; na primer USA:han za ilativ od »ZDA«. Za sposojenke, ki se pravopisno končujejo s soglasnikom, fonetično pa samoglasniško, se namesto dvopičja rabi opuščaj. Na primer show'n za rodilniško obliko angleške sposojenke »show« ali Versailles'n za francosko krajevno ime Versailles.

## Raba v matematiki
Dvopičje se rabi tudi v matematiki, kartografiji, gradnji maket in na drugih področjih za označevanje razmerja ali merila. Na primer 3:1 (izgovorjeno [tri proti ena]). V Unicode je posebni znak za razmerje, U+2236 (∶), za rabo v matematiki.
- Razmerje med vodikom in kisikom v vodi je 2 : 1.
- Naše moštvo je zmagalo s 4 : 2.
- Zemljevidi v Atlasu Slovenije so izdelani v merilu 1 : 50.000.

V logiki in pri ustreznem označevanju množic se dvopičje rabi kot nadomestilo za navpičnico, tako da pomeni »takšen da«.
- {\displaystyle S=\{x\in \mathbb {R} \colon 1<x<3\}} (S je množica vseh takšnih x iz {\displaystyle \mathbb {R} }, da je x strogo večji od 1 in strogo manjši od 3)
- Funkcija {\displaystyle f:A\longrightarrow B} je preslikava, ki vsakemu elementu množice A priredi natanko en element množice B.

Dvopičje se rabi za označevanje znaka deljenja: »a deljeno z b« se zapiše kot a : b, ali za označevanje razmerja.
Dvopičje se v kombinaciji z enačajem, {\displaystyle :=\,}, rabi za definicije.

## Raba v računalništvu
V računalništvu je znak za dvopičje v kodi ASCII 58, v kodni točki Unicode U+003A. Polno široka (dvobitna) ustreznica, ：, je v kodni točki Unicode U+FF1A.
Dvopičje se velikokrat rabi kot posebni kontrolni znak v mnogih ukazih operacijskih sistemov, enoličnih krajevnikih virov, računalniških programskih jezikih in v predstavitvah poti različnih datotečnih sistemov. 
- c:
- mailto:janez.novak@nic.si
- ftp://10.13.37.42/
- C:\Program Files
- prn:
- javascript:alert('pozdravljen svet!');

Velikokrat se rabi kot enojno predponski ločevalec, ki napoveduje da je pred njim stala ključna beseda ali prehod iz enega načina predstavitve znakovnega niza v drug povezan način. Nekateri programi, kot je na primer zelo rabljen MediaWiki, izkoriščajo dvopičje kot predponski ali priponski ločevalec.
Za dvojno dvopičje ( :: )  glej operator za ločevanje obsega. 

### Spletna raba
V internetu (pogovorih v živo, elektronski pošti, oglasnih deskah itd.) se dvopičje ali večkratno dvopičje rabi za označevanje dejanja ali občutkov. V tej rabi ima obratno funkcijo od narekovajev in označuje dejanja, kjer se predpostavlja da je nenaznačeno besedilo dvogovor. Na primer:
- Tomo: Pluton je tako majhen, da ga ne smemo imeti za planet. Majčken je!
Marko: Oh, ali res? :Vrže Pluton na Tomovo glavo: Ali še vedno misliš da je majhen?

Dvopičja se rabijo tudi za zvoke. :klik: Primerjaj z rabo zvezdice.
Dvopičja se veliko rabijo za prikazovanje dveh navpično poravnanih oči v smeških, kot so :-), :), :(, :P, :D, :O ipd.